# Tlaquiltenango
Tlaquiltenango es una localidad del estado mexicano de Morelos. Es la cabecera del municipio de Tlaquiltenango.

## Toponimia
El nombre «Tlaquiltenango» proviene de los términos en náhuatl: tlaquili, pulido; tenantli, muro; co, locativo. Su significado es «En los muros pulidos».

## Demografía
| Gráfica de evolución demográfica |
|                                  |

| Censo | Población |
| ----- | --------- |
| 1900  | 2 110     |
| 1910  | 2 572     |
| 1921  | 1 731     |
| 1930  | 2 219     |
| 1940  | 2 518     |
| 1950  | 4 196     |
| 1960  | 6 950     |
| 1970  | 8 625     |
| 1980  | 12 770    |
| 1990  | 16 327    |
| 2000  | 17 639    |
| 2010  | 18 334    |
| 2020  | 18 342    |